# Polymastia hirsuta
Polymastia hirsuta är en svampdjursart som beskrevs av Patricia R. Bergquist 1968. Polymastia hirsuta ingår i släktet Polymastia och familjen Polymastiidae.
Artens utbredningsområde är havet kring Nya Zeeland. Inga underarter finns listade i Catalogue of Life.